# Ministère (gouvernement)
Pour les articles homonymes, voir Ministère.
Un ministère ou un département  (ou, plus rarement, secrétariat, bureau, office ou direction) est un organe du pouvoir exécutif du gouvernement qui gèrent un secteur spécifique des services publics d'un pays. Il est dirigé par un ministre. Le terme désigne également l'entité dirigé par un ministre ou le bâtiment où est situé le cabinet du ministre .
Généralement dotés de fonctionnaires qui gèrent leurs opérations, les ministères peuvent également encadrer des organismes gouvernementaux plus petits relevant du portefeuille du ministre responsable. Les gouvernements peuvent avoir des nombres et des types différents de ministères et de départements.

## Belgique
En Belgique, les ministères fédéraux ont été dénommés services publics fédéraux (SPF) tandis que les Régions et Communautés organisent leurs ministères pour les matières qui les concernent.

## Canada
Le gouvernement fédéral du Canada utilise le terme « department » en anglais, mais en français, « ministère »,.
Le Canada se compose de dix provinces et de trois territoires, chacun ayant son propre gouvernement. Parmi les administrations ayant l'anglais comme langue officielle, l'Ontario, la Saskatchewan, la Colombie-Britannique et l'Alberta utilisent le terme « ministry », tandis que le Manitoba, la Nouvelle-Écosse, Terre-Neuve-et-Labrador, l'Île-du-Prince-Édouard, les Territoires du Nord-Ouest, le Yukon et le Nunavut utilisent le terme « department ». Le Québec, dont la seule langue officielle est le français, utilise le terme « ministère », qu'il ne traduit pas en anglais. Au Nouveau-Brunswick, seule juridiction canadienne officiellement bilingue, le terme « ministère » est utilisé en français et « department » en anglais. Malgré les différences de nomenclature, tous les gouvernements provinciaux, territoriaux et fédéral utilisent le terme « ministre » pour désigner le chef d'un ministère ou d'un département.

## Royaume-Uni
Au Royaume-Uni, le terme anglais est « Departments of the United Kingdom Government » (Départements du gouvernement du Royaume-Uni)

## Suisse
En Suisse, on utilise le terme de département au lieu de ministère.